# Mamshit
Mamshit (en hebreo: ממשית‎) es la ciudad nabatea de Mampsis o Memphis. En el período nabateo, Mamshit fue una estación importante en la ruta del incienso, que va desde las montañas de Idumea, a través de Aravá y Ma'ale Akrabim, y sobre Beerseba o a Hebrón y Jerusalén. La ciudad cubre 10 acres (40 000 m²) y es la ciudad más pequeña pero mejor restaurada en el desierto del Néguev. Las casas, que en su momento fueron lujosas, tienen características inusuales que no se encontraron en ninguna otra ciudad nabatea. Mamshit fue construida en el siglo I a. C. como un establecimiento comercial en el camino de Petra a Gaza.
Mamshit fue incluida en el conjunto de  Ruta del incienso - Ciudades del desierto de Néguev, declarada Patrimonio de la Humanidad por Unesco en junio de 2005.